# Alphonse Dumon
Alphonse Dumon, ook Alphonse Dumon de Menten de Horne, (Brugge, 28 oktober 1842 - 17 juni 1923) was een Belgisch senator.

## Levensloop
Dumon was een zoon van de muziekleraar Jacob Dumon en van Marie Tangnes. Hij werd handelaar in granen en gerst en bouwde een mouterij. Hij werd welvarend. 
In 1868 trouwde hij met Gabriëlle-Pauline de Menten de Horne (Ieper, 1843 - Brugge, 1913) en sindsdien koppelde hij haar naam, volgens negentiende-eeuwse gewoonte, aan de zijne. Ze kregen vier kinderen. Een van hen, Frédéric Dumon was de vader van burggraaf Frédéric Dumon (1912-2000) die procureur-generaal werd bij het Hof van Cassatie.
Alphonse Dumon was consul van Turkije (1872-1914) en viceconsul van Denemarken (1882-1922). Hij was lid van de Hoge Raad voor Handel en Nijverheid (1890-1922) en ondervoorzitter van de Centrale Maatschappij voor Landbouw in België.
Pas tegen het einde van zijn leven werd hij politiek actief. In 1919 werd hij verkozen tot senator, op een lijst van de Ligue Nationale, die op basis van een zeer patriottisch programma, het klimaat weergaf dat na de Bevrijding in het land heerste. De lijst verenigde een bont gezelschap, onder wie ex-priester Florimond Fonteyne en zijn vroegere tegenstander, krantenuitgever Gustave Stock zich bevonden. Twee jaar later was de mentaliteit aanzienlijk geëvolueerd, de Ligue Nationale stierf een stille dood en Dumon werd gekozen op een traditionele liberale lijst. Hij vervulde dit mandaat tot aan zijn dood.
Zijn tussenkomsten in de senaat hadden hoofdzakelijk betrekking op het herstel van de Brugse en Zeebrugse haveninstellingen, op de grondwetsherziening en op de sociale wetgeving. Hij diende ook een wetsvoorstel in om in Brugge een universiteit op te richten.